# Fred Ihrt

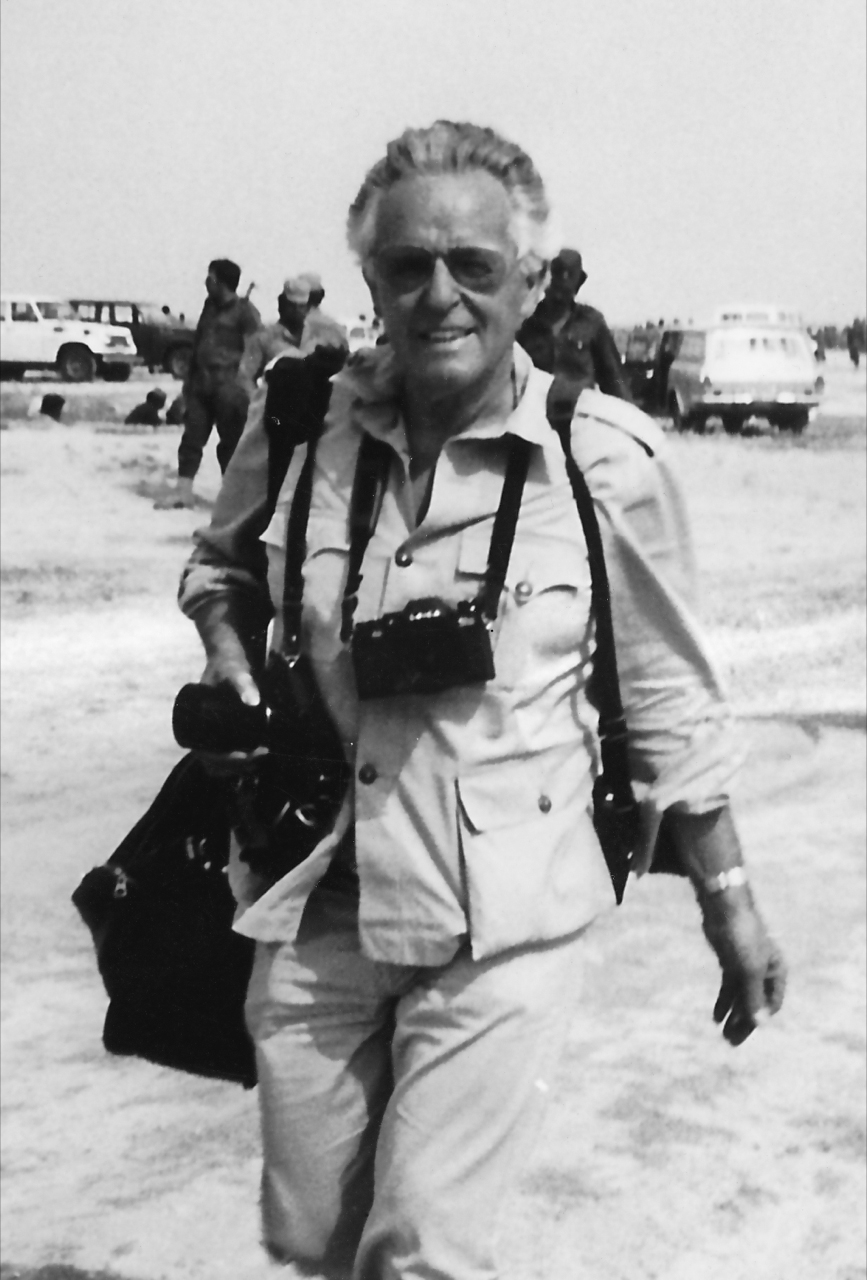
Fred Ihrt (1974)

Fred Ihrt (* 16. Juni 1918 in Pforzheim; † 30. April 2005 in Hamburg) war ein deutscher Pressefotograf.

## Leben
Von 1948 bis 1951 arbeitete Ihrt für die Rhein-Neckar-Zeitung in Heidelberg. Danach leitete er das Hamburger Büro der Zeitschrift Quick. 1955 fotografierte Ihrt Soraya Esfandiary Bakhtiari auf ihrem Deutschlandbesuch für die Zeitschrift Quick. 
1957 wurde Ihrt auf Empfehlung von Rolf Gillhausen durch Gerd Bucerius in der Redaktion der Zeitschrift Stern eingestellt. 1961 fotografierte Ihrt Vera Brühne und ihre Tochter und 1962 Betroffene der Spiegel-Affäre für den Stern. 1967 während der griechischen Militärdiktatur ließ sich Ihrt mit einer Piper PA-28 von Athen nach Brindisi fliegen. Beim Überflug von Gyaros fotografierte er das dortige Internierungslager der griechischen Obristen. Für ein anderes Foto mit dem Thema des griechischen Militärregimes erhielt er im selben Jahr die Auszeichnung World Press Photo.
Am 17. Oktober 1973 wurde Ihrt im Jom-Kippur-Krieg von seinem Kollegen Nicholas Tomalin begleitet, der dabei auf den Golanhöhen ums Leben kam.
1979 fotografierte Ihrt in der Sowjetunion in einer russisch-orthodoxen Kirche, was ihm erneut einen Preis – diesmal einen dritten Platz – im Wettbewerb World Press Photo eintrug.

## Auszeichnungen
- 1967 1. Platz der World Press Photo für Photos im Zusammenhang mit den Gefangenen der griechischen Militärdiktatur
- 1979 3. Platz der World Press Photo für eine Photoreihe in einer russisch-orthodoxen Kirche in der Sowjetunion

## Ausstellungen
- Fred Ihrt in Mexico, 8. September bis 1. Oktober 2017, Salón de la Plástica Mexicana, Mexiko-Stadt[9]